# Verbena incompta
Verbena incompta is een plantensoort uit de ijzerhardfamilie. De wetenschappelijke naam van de soort werd gepubliceerd door P.W. Michael.
De soort wordt verondersteld van Zuid-Amerikaanse oorsprong te zijn, maar komt in Europa ook voor in Italië en Spanje. In Nederland werden sinds 2018 ook occasioneel exemplaren waargenomen.